# Paraleuctra jewetti
Paraleuctra jewetti är en bäcksländeart som beskrevs av Nebeker och Gaufin 1966. Paraleuctra jewetti ingår i släktet Paraleuctra och familjen smalbäcksländor. Inga underarter finns listade i Catalogue of Life.